# Kosgyán
Kosgyán (Coșdeni)' település Romániában, a Partiumban, Bihar megyében.

## Fekvése
Magyarcsékétől délkeletre, a Király-erdő nyúlványai alatt, a Hollód-patak közelében, Papmezőszeleste és Hegyes közt fekvő település.

## Története
A falu neve egykor Kosdánfalva volt és a Thelegdyek uradalmához tartozott.  A múlt század elején a Dobsa család volt a falu birtokosa.
1910-ben 830 lakosából 25 magyar, 805 román volt. Ebből 14 római katolikus, 805 görögkeleti ortodox volt.
A trianoni békeszerződés előtt Bihar vármegye Belényesi járásához tartozott.

## Nevezetességek
- Görög keleti temploma 1856-ban épült.